# Teatro Vittorio Alfieri (Castelnuovo Berardenga)
Il Teatro Vittorio Alfieri è un teatro situato a Castelnuovo Berardenga.

## Storia
Il teatro venne realizzato nell'ultimo dopoguerra per rispondere alle esigenze di spettacoli sia teatrali che cinematografici del Comune. Alla fine degli anni settanta la struttura aveva subito un processo di lento abbandono a causa dei problemi di obsolescenza delle attrezzature, delle difficoltà tecnico finanziarie gestionali e della non rispondenza alle nuove normative di sicurezza.
Il recupero della struttura a spazio polivalente è stato realizzato negli anni ottanta su progetto dell'architetto Stefano Tori (1983-84) nell'ambito del Progetto Regionale FIO.
Il teatro costituisce uno spazio funzionale adatto a ogni esigenza (spettacoli, convegni, mostre, incontri, laboratorio) e, grazie alla gestione affidata a "Lo stanzone delle apparizioni", ha allestito interessanti stagioni teatrali oltre a ospitare le iniziative della locale Società Filarmonica Drammatica. Al suo interno è presente anche la biblioteca comunale.
Dall'anno 2008, grazie alla cooperativa sociale Servizio e Territorio e al supporto di Cinemanagement, nella sala Vittorio Alfieri è stata organizzata anche una stagione cinematografica con film di prima visione.